# علم الشركة الروسية الأمريكية

علم الشركة الروسية الأمريكية، 1806

يتكون علم الشركة الروسية الأمريكية، الذي تم اعتماده لأول مرة في عام 1806، من الألوان الثلاثة الأفقية البيضاء والزرقاء الحمراء لعلم روسيا، ولكن مع شريط أبيض أعرض من الاثنين الآخرين يحتوي على رمز الشركة الذي يتكون من نسر برأسين. كان الشكل الدقيق ومكان النسر عرضة للتغييرات، قبل أن ينتهي الحكم الروسي على ألاسكا في عام 1867.

## التاريخ
في 28 سبتمبر (10 أكتوبر، بالتقويم الميلادي الحديث)، 1806، قدّم الإمبراطور الروسي ألكسندر الأول ملاحظة على التصميم الذي المقدم له كعلم جديد للشركة الروسية الأمريكية: «فليكن»، وأضاف سايفر، وبالتالي تمت الموافقة على أول علم في تاريخ روسيا تستخدمه شركة إمبراطورية مستأجرة.

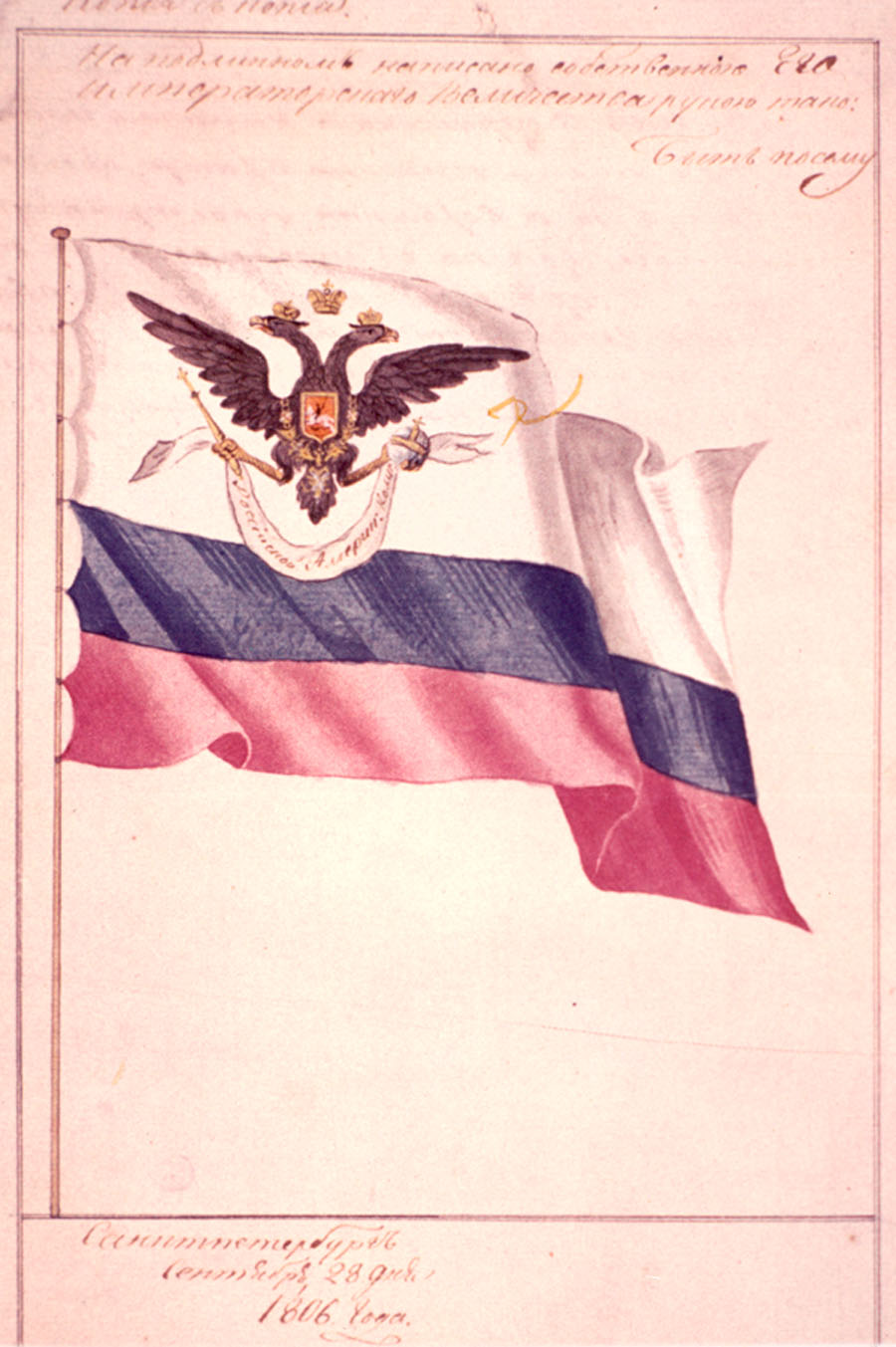
تصميم علم الشركة الروسية الأمريكية الذي أذن به ألكسندر الأول عام 1806

بعد التأكيد الإمبراطوري، تم سماع الأوكاز في مجلس الشيوخ، وفي 19 أكتوبر 1806 تم إرساله للتنفيذ إلى المكتب الرئيسي للشركة الروسية الأمريكية، وكذلك إلى كليات الأميرالية والتجارة. كان القيصر نفسه مساهمًا في الشركة الجديدة، وكذلك أعضاءً آخرون في العائلة الإمبراطورية والعديد من الأرستقراطيين والمجتمع في سانت بطرسبرغ. وفي الواقع، وبعد تشكيل الشركة الروسية الأمريكية كأول شركة مساهمة روسية بموجب مرسوم إمبراطوري في عام 1799، ونقل مقرها من إيركوتسك إلى العاصمة الإمبراطورية في عام 1801، صار يشار إلى الشركة بأنها «تحت حماية صاحب جلالة الإمبراطوري الشركة الروسية الأمريكية»(بالروسية:" Под высочайшим Его Императорского Величества покровительством Российская-Американская Компания") لقد تغيرت من أغلبية درجة التجار إلى «المفضلة» للطبقات العليا في روسيا.
وضع تصميم علم الشركة لعام 1806 النسر الإمبراطوري في الربع الأيسر العلوي من العلم التجاري لروسيا. ومن أجل أن يظل رمز الدولة خاليًا من العوائق وأكثر وضوحًا، فقد تم تكبير عرض الشريط العلوي (الأبيض) ليغطي نصف ارتفاع عرض العلم تقريبًا. (كانت نسب الارتفاع الطبيعي للعلم التجاري الروسي تساوي الثلثين.) حمل النسر الإمبراطوري مخطوطة مغموسة في الشريط الأزرق، لمزيد من الرؤية. لقد حمل النقش عبارة «الشركة الأمريكية الروسية». أكملت رمزية المخطوطة أسفل النسر الإمبراطوري النسخة الرسمية لاسم الشركة «تحت إمبراطوريته...»

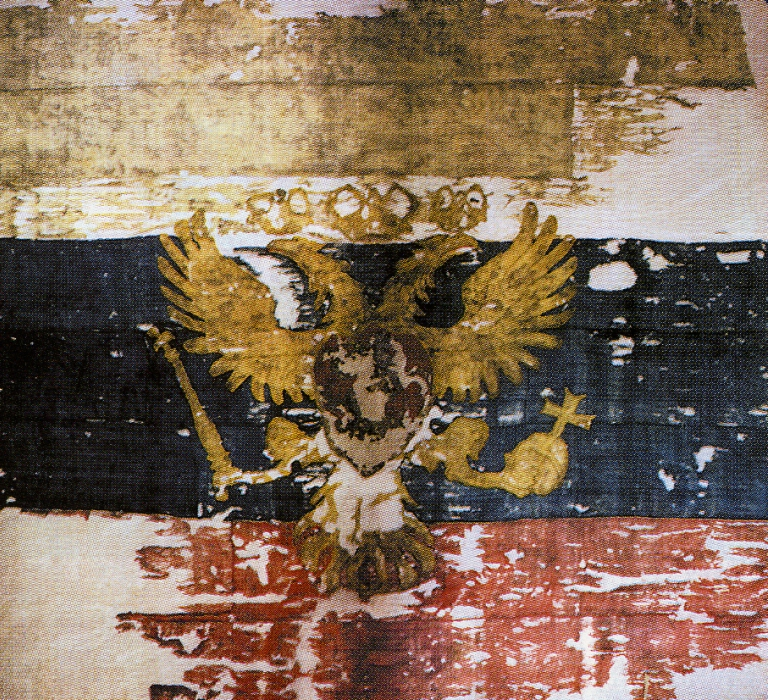
علم القيصر في موسكو

العلم التجاري الروسي، 1705

كان لهذا التصميم الجديد سوابق في التاريخ الروسي، ففي عام 1693، استخدم بيتر الأول علمًا مخططًا أفقيًا يُسمى «علم القيصر في موسكو» ويتكون من الألوان الأبيض والأزرق والأحمر يتوسطه نسر ذهبي برأسين. أيضًا في عام 1693، رفعت السفن التجارية الروسية علمًا أبيض اللون يتوسطه نسر أسود برأسين. وفي عام 1705، وبموجب مرسوم إمبراطوري، أنشأ بيتر الأول العلم التجاري الروسي.

### الاستخدام
في عام 1803، غادرت أول رحلة حول العالم لروسيا كرنشتات تحت قيادة إيفان كروسنسترن (آدم يوهان فون كروسنسترن). لقد قام وزير التجارة، نيكولاي بتروفيتش روميانتسيف، الذي سيضطلع لاحقًا بمشروع إدخال علم الشركة الجديد، برعاية الحملة الاستكشافية التي حملت مدير محكمة تشامبرلين للشركة نيكولاي بتروفيتش رزانوف كأول سفير لروسيا لدى اليابان. قامت الشركة بتأمين نفقات الحملة. كان هناك بعض القلق بشأن العلم الذي ستحمله سفن البعثة NEVA وNADEZHDA: العلم التجاري الروسي، حيث كان الرعاة وزير التجارة والشركة الروسية الأمريكية أو علم سانت أندرو التابع للبحرية الروسية، حيث كانت السفن بقيادة طاقم من أفراد البحرية. منح القيصر نفسه الإذن لاستخدام اللافتة البحرية، حيث كانت هذه الرحلة لنقل سفير إمبراطوري إلى بلاط أجنبي وكذلك فتح أسواق جديدة في الصين للشركة.

اللافتة البحرية لروسيا، 1720

في النهاية، تسبب استخدام اللافتة البحرية على متن السفينة NEVA في صعوبات لكروسنسترن في الصين. لدى وصول الروس إلى ماكاو، رفض الصينيون منح إذن تجاري «لسفينة حربية» في كانتون. ونظرًا لأن كروسنسترن قد وصل رافعًا علم سانت أندرو على متن السفينة NADEZHDA، فقد كان عليه التفكير في «تحويل» NEVA إلى سفينة تجارية لأغراض التجارة.
استمرت علاقة البحرية بالشركة في إرباك ضباط البحرية الذين تعاملوا مع الشركة. أثناء زيارة رئيس الملائكة الجديد (سيتكا) عام 1818، كان على النقيب في إم جولوفنين من الفرقاطة كامتشاتكا أن يقرر ما يجب فعله حيال التحية الرسمية لعلم القلعة. وقال «مع الأخذ في الاعتبار أن الشركة، رغم أنها مشروع تجاري، لكنها تمتلك أراضٍ شاسعة، وتتمتع برعاية سيادية، ولها شعار النبالة الإمبراطوري الروسي على علمها التجاري. يستحق علم الشركة... في كثير من الأحيان التفضيل على العلم التجاري العادي» أعاد جولوفنين تحية المدفع الخاصة بحصن رئيس الملائكة الجديد مع عدد متساوٍ، وهو شرف مخصص عادة للسفن والحصون البحرية، كما أسس سابقة لمساواة معادلة علم الشركة مع الراية البحرية. في نفس العام، أمر الحاكم الجديد للمستعمرات، الكابتن البحري LA Hagemeister، تعلميات إلى مدير Fortress Ross: «إذا كانت السفينة روسية أو مرسلة من المدير العام، اطلب العلم البحري الروسي الأبيض، مع صليب سانت أندرو الأزرق، أو علم الشركة المراد رفعه على في الشرفة الأمامية. أي سفينة أجنبية قادمة بإذن سيكون لها أحد هذين».
كتب خليفة هاجميستر، الملازم سي يانوفسكي، كتب إلى كيريل تيموفيفيتش خليبنيكوف، الذي كان متوجهًا إلى كاليفورنيا على متن السفينة إيلمينا معلومات لاستخدام علم الشركة في موقعه في «تعليمات سرية»: «في ذهابك إلى هناك وإيباك كن حذرًا من القراصنة، ولهذا [السبب]، عندما ترى سفينة في البحر، حاول أن تنأى بنفسك عنها؛ ولكن إذا كان من المستحيل القيام بذلك، فقم بتجهيز المدفعية والطاقم في حالة الحرب، اقترب [منها]، وارفع علم الشركة الروسية الأمريكية، وعندما ترى أن العدو ينوي مهاجمتك، اطلب من أفراد الطاقم الدفاع بلا خوف عن العلم الممنوح إمبراطوريًا للشركة الروسية الأمريكية وعدم تدنيس مجد الاسم الروسي...»

علم شركة الهند الشرقية البريطانية (1801)

علم شركة الهند الشرقية الهولندية

كانت هذه الأولى من «الأوائل» العديدة التي تنطوي على ما كان صارت العلاقة تكافلية بشكل متزايد بين الحكومة الإمبراطورية والشركة الروسية الأمريكية، مما استلزم تصميم علم تجاري جديد يتضمن رموزًا تحدده كيانًا ترعاه الدولة. لقد أولت روسيا، ولا سيما إيفان كروسنسترن، اهتمامًا وثيقًا بالمؤسسات التجارية المستأجرة للدول أخرى. كان لكل من إنجلترا وهولندا أعلام مميزة حددت شركة الهند الشرقية البريطانية، وشركات شرق الهند وغرب الهند الهولندية، وكانت نسخًا معدلة من أعلامها التجارية.

### تصميمات مختلفة

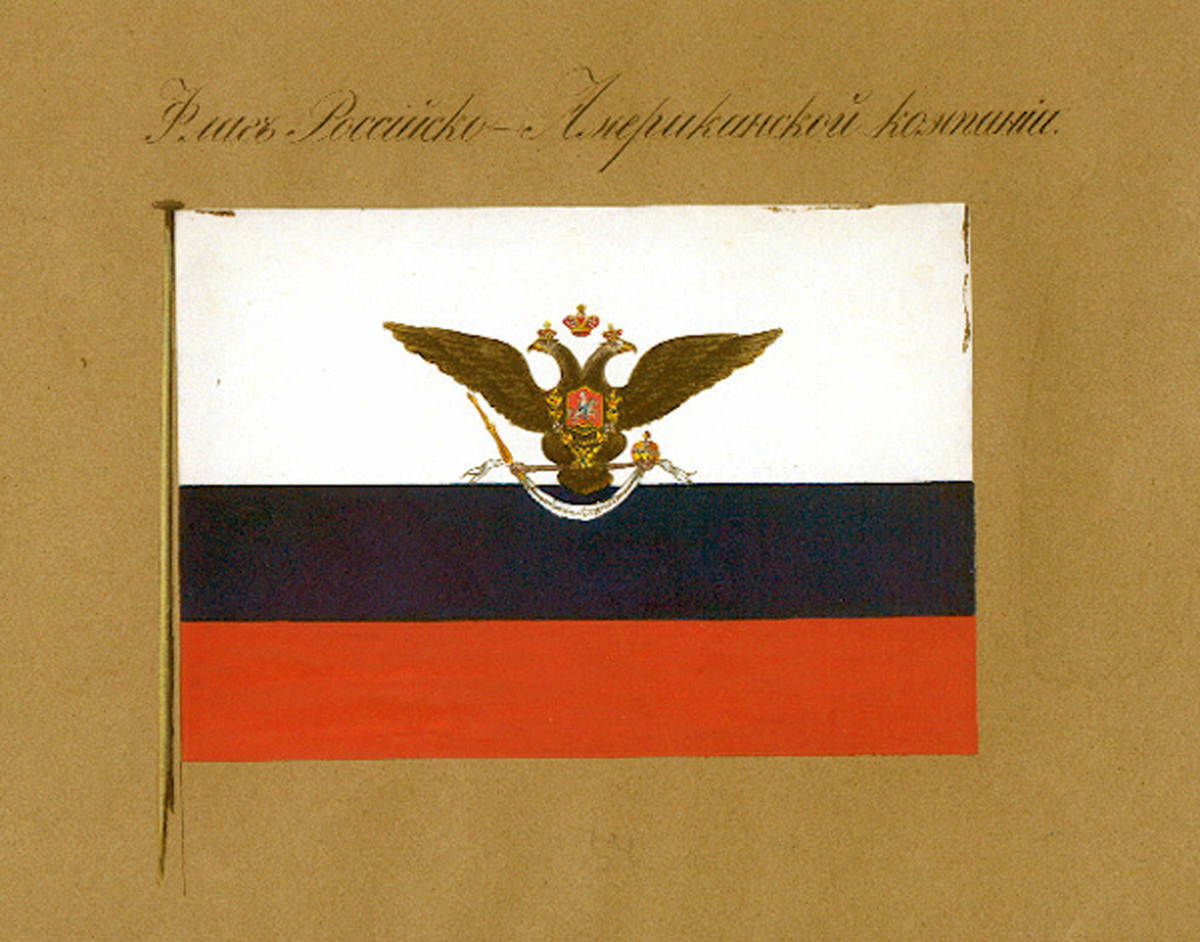
علم الشركة الروسية الأمريكية، 1828

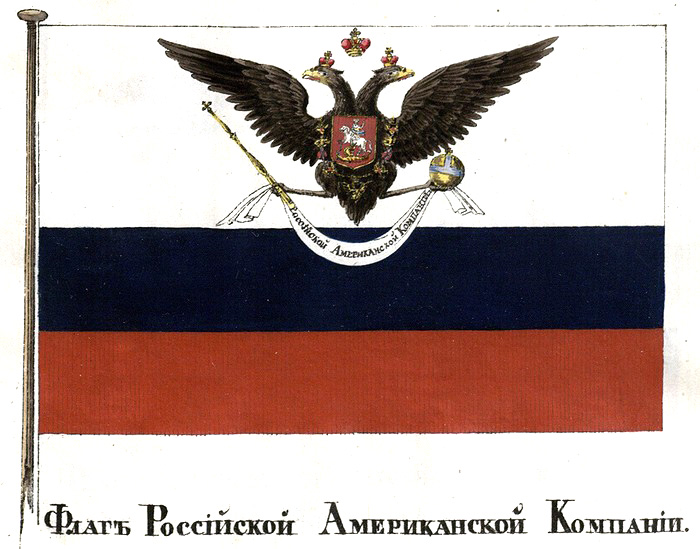
علم الشركة الروسية الأمريكية، 1835

خضع علم الشركة الروسية الأمريكية للعديد من التغييرات خلال تاريخه البالغ 75 عامًا. لا يوجد سوى علم واحد موجود في مجموعة متحف هيرميتاج في سانت بطرسبرغ وهو بمثابة دليل واحد لمظهر العلم الحقيقي. ومع ذلك، لا يعرف إلا القليل عن أصوله. تلقى متحف هيرميتاج العلم في العامين 1848 و1849 من متحف تاريخ المدفعية التاريخية «حيث من المحتمل أن يكون قد جاء من مجموعة المتحف القديمة في عشرينيات القرن التاسع عشر»
يتوافق التصميم العام والأبعاد الكلية بشكل وثيق مع الرسم التوضيحي للعلم في عام 1828 «أعلام ومعايير وشعارات الإمبراطورية الروسية واستخدامها في الوقت الحاضر» أحد أقدم الإصدارات الرسمية لعلم الشركة بخلاف مرسوم 1806. ظهر تصميم مماثل محوره النسر مرة أخرى في ألبوم علم حكومي آخر، «ألبوم المعايير، والأعلام والملاحظات، المستخدم في الإمبراطورية الروسية» بتاريخ 1835.
تم تنفيذ إنتاج أعلام الشركة في سيتكا من قبل فرد مكلف بصنع 6 إلى 10 أعلام سنويًا «للسفن والمستعمرات والسفن». ونظرًا لأن مهنته مدرجة في نفس فئة الرسامين، فقد يفترض المرء أن صورة النسر على الشريط الأبيض تم رسمها بدلًا من وضعها في القماش. إن علم متحف هيرميتاج، المصنوع من الحرير، له صورة مرسومة. يسرد خليبنيكوف هذا الموقف في وصفه للاحتلال الاستعماري في عام 1830. نظرًا لأن كل علم تم رسمه بشكل فردي، فمن المفترض أن يكون قد تم رسمه من قبل رجل خدم بهذه الصفة لمدة ثلاث إلى خمس سنوات على الأكثر، قد يبدو من المعقول افتراض أن تعزى العديد من الاختلافات الموجودة في التصميم والتنفيذ إلى العديد من الرسامين على مدى 75 عامًا من تاريخ الشركة. وهذا سيعني فقط سيتكا. كانت هناك أيضًا أعلام للشركة مطلوبة لسانت بطرسبرغ وكرونشتادت وأوكوتسك.
تظهر العديد من إصدارات علم الشركة الروسية الأمريكية في لوحات سفنها والمؤسسات الاستعمارية، ويبدو أنها تتوافق مع التعديلات في تصميم العلم في المصادر الرسمية. يُظهر «منظر تأسيس الشركة الروسية الأمريكية في نورفولك ساوند في سيتكا»، لفون لانجسدورف، أن العلم يشبه إلى حد كبير المرسوم الأصلي. ولسوء الحظ، تم إنتاج هذا النقش في عام 1812 من رسم فون لانغسدورف في 1805–06، قبل إنشاء علم الشركة. أضاف النقش بوضوح علم الشركة استنادًا إلى مرسوم 1806، لذلك لا يمكن اعتبار هذا الإصدار الأقدم حساب شاهد عيان. يوضح الرسم التوضيحي الآخر لسيتكا، بواسطة نيكيفور تشيرنيشيف في عام 1809 أيضًا علم الشركة وهو يرفرف من المعقل، لكن يظهر النسر أكثر تمركزًا على الشريط الأبيض. تظهر رسومات فريدريش هاينريش فون كيتليتز لسيتكا التي تم إجراؤها في يونيو / يوليو 1827 أعلام الشركة على كل من المعاقل والسفن، وفي كلتا الحالتين يبدو أن النسر متمركز على الشريط الأبيض، أو قليلًا نحو الرافعة. لا يُظهر اللون المائي الرائع لبافيل ميكايلوف لميناء سيتكا في سبتمبر 1827 أي نسر على العلم المرفرف من المعقل، ولكنه يُظهر بوضوح النسر الموضوع في الربع العلوي على العلم المنطلق من سفينة الشركة الروسية الأمريكية CHICHAGOV الراسية في الطرق.

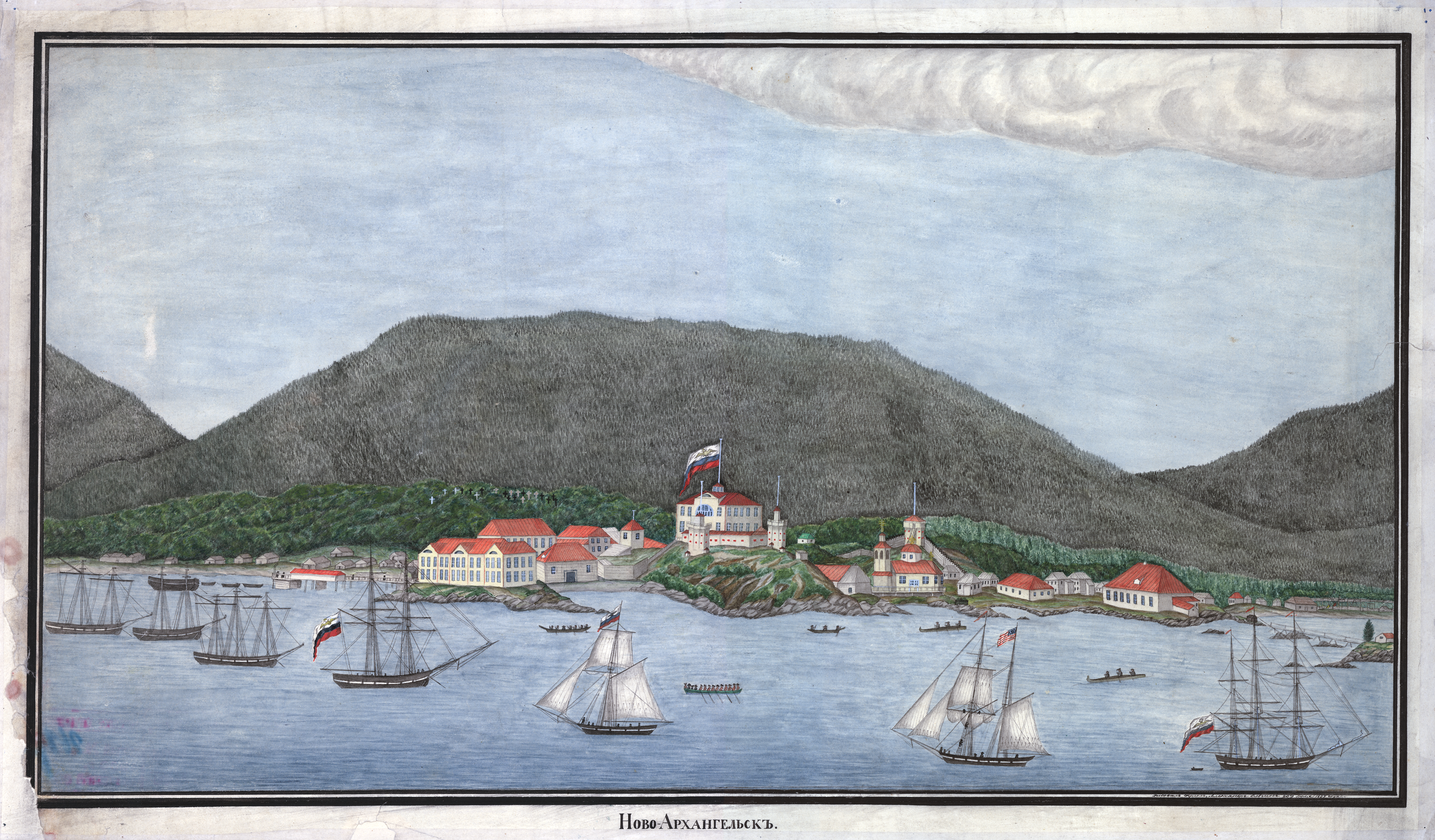
ألكسندر أولجين: منظر لرئيس الملائكة الجديد، 1837

يُظهر اللون المائي لألكسندر أولجين في يوليو 1837، العديد من أعلام الشركة وهي ترفرف من المعقل والسفن في الميناء؛ جميعها لها نسر ذهبي يوضع في الربع العلوي

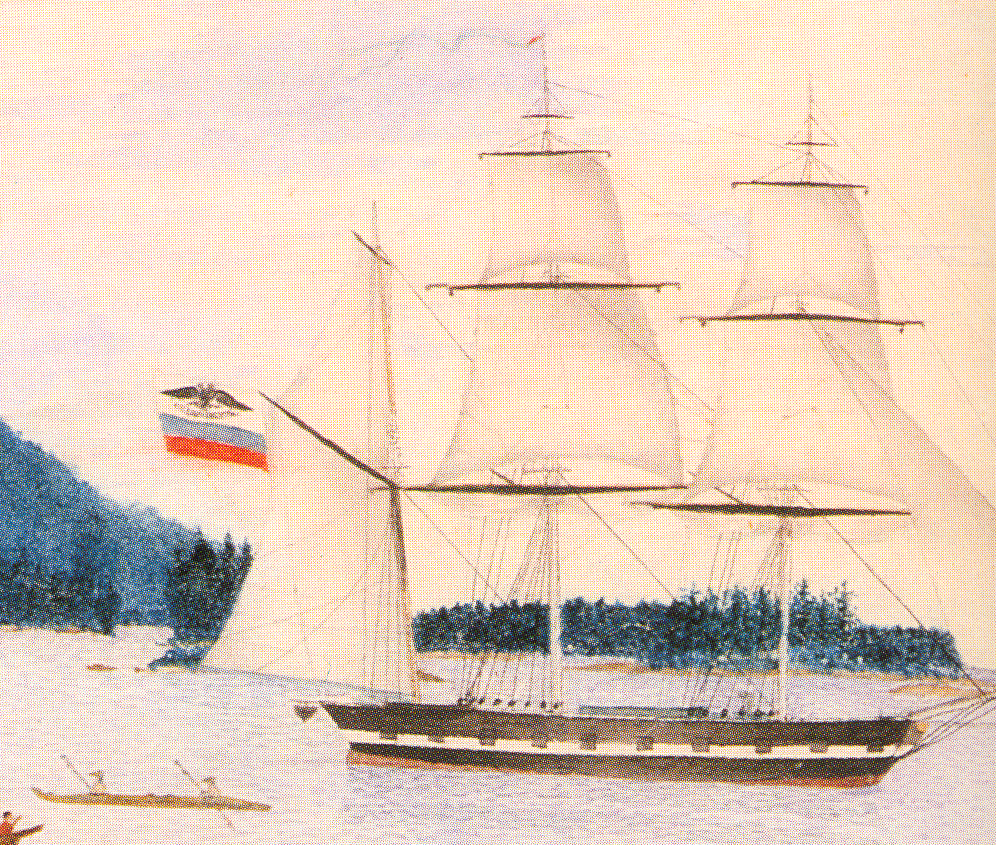
ميناء سيتكا، 1840-1845

أظهر لونان مائيان مُفصلان للغاية من قبل قائد الشركة يوهان بارترام من ميناء سيتكا، تم إجراؤه بين الأعوام 1840-1845 صورًا دقيقة لعلم الشركة. وبالنظر إلى مهنة بارترام، فإن التفاصيل المقدمة من السفن والقوارب بالإضافة إلى العلم تضفي دقة وصدقًا على الموضوع. لا يتم توسيط النسر في العلم فحسب، بل يأخذ معظم الشريط الأبيض، ولا يمتد التمرير الذي يحمل اسم الشركة إلى الشريط الأزرق.
التمرير على العلم الذي يرفرف من سفينة الشركة IMPERATOR NIKOLAI I، الذي تم رسمه في خمسينيات القرن التاسع عشر، لا ينخفض أيضًا إلى الشريط الأزرق، ولكن يبدو أن النسر يرفع أجنحته «للأعلى» بدلًا من الأسفل كما هو الحال في إصدار بارترام. قد يعكس هذا التغيير الرسمي في عام 1857 لنسخة «الأجنحة المرفوعة لأعلى» من النسر الإمبراطوري، وقد يتوافق مع إصدار آخر فريد من نوعه لعلم الشركة تم تصويره في لوحة لسفينة الشركة SITKA في عام 1855. مرة أخرى، يتم تصوير النسر في الربع العلوي، مع التمرير الممتد إلى الشريط الأزرق، ولكن ذيل العلم غير معروف في إصدارات أخرى. يُظهر تصوير علم الشركة على شهادة أسهم مؤرخة عام 1845، صادرة في سانت بطرسبورغ، نسرًا آخر مع اختلاف «الأجنحة»، ولكن من الواضح أنه بدون التمرير تحته. ونظرًا لأن هذه وثيقة رسمية للشركة، فيجب اعتبار العلم الموضح تمثيلًا رسميًا. ومع حدوث تغييرات تسمية للدولة على «شعار الدولة الروسية بالكامل» أربع مرات على الأقل بين عامي 1806 و1881، يمكن للمرء أن يقدر الصعوبة في تحديد تصميم معين كممثل لكامل الفترة.

### الاختفاء والإرث

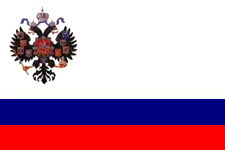
مصانع ميناء ناخودكا

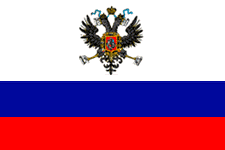
راية شركة الشحن الروسية أسطول المتطوعين (دوبروفلوت)، 1881.

أنزلت الشركة الروسية الأمريكية علمها في أكتوبر 1867، في سيتكا في ألاسكا، مما يشير إلى نهاية وجود الشركة والإمبراطورية الروسية في أمريكا الشمالية. وفي 11 نوفمبر 1869، وافق الإمبراطور ألكسندر الثاني على علم للمصانع السيبيرية في ميناء ناخودكا، وهو يذكرنا جدًا بعلم الشركة الأصلي عام 1806. تم تصفية الشركة الروسية الأمريكية عام 1881. ومع ذلك، استمر علم الشركة في التأثير على تصميم العلم الروسي حتى القرن العشرين. وفي 28 يناير 1881، وافق الإمبراطور ألكسندر الثاني على تصميم علم شركة أسطول المتطوعين، متأثرًا بشكل واضح بتناسب وتصميم علم الشركة الروسية الأمريكية. اتبعت شركات أخرى نفس النمط: جمعية مصايد الأسماك، وقسم مصايد حوض تركستان وبلاكسي دونايسكي، وقسم مصايد الأسماك ما وراء القوقاز الذين استخدموا علمًا تجاريًا روسيًا ثلاثي الألوان، ذو شريط أبيض يغطي نصف عرض العلم، مع وضع الشعار في الربع العلوي.